# Estrutura política
Estrutura política é um termo comumente usado na ciência política. De um modo geral, refere-se a instituições ou mesmo grupos e suas relações entre si, seus padrões de interação dentro dos sistemas políticos e aos regulamentos políticos, leis e normas presentes nos sistemas políticos de tal forma que constituem a paisagem política e a entidade política. No domínio social, sua contraparte é a estrutura social. A estrutura política também se refere à forma como um governo é executado.